# Bokmål
Bokmål sau norvegiana literară (în traducere „limba cărții”) este cea mai utilizată formă standard de scriere din cele două oficiale existente în norvegiană, cealaltă formă standard fiind nynorsk sau landsmål (i.e. norvegiana nouă, creată în mod artificial de Ivar Andreas Aasen în secolul al XIX-lea ca o formă standard diferită de limba daneză, combinând mai multe dialecte rurale conservatoare în raport cu nordica veche din sud-vestul Norvegiei, mai precis din Vestlandet, dar și din interiorul sud-estul Norvegiei, mai precis Østlandet, excepție fiind dialectele din orașe respectiv cele de coastă din zona strâmtorii Skagerrak, percepute de Aasen ca fiind prea asemănătoare danezei). Norsk bokmål este folosit de 85-90% din vorbitorii de norvegiană și este cea mai predată formă oficială a limbii studenților străini care doresc să învețe norvegiana. Bokmål și riksmål (vezi mai jos) se bazează în principal pe daneza scrisă și fac parte din grupul limbii norvegiene estice, în mod special a celei vorbite în jurul capitalei Oslo (fosta Christiania/Kristiania până în 1925). Diversele dialecte norvegiene care sunt scrise cu ortografie bokmål sunt cele care au evoluat diferit din limba nordică veche sub influența danezei și a dialectelor germanice. În contrast, dialectele coastelor sud-vestice scrise de obicei cu nynorsk, mai au anumite caracteristici tipice formei vechi a limbii nordice vechi și sunt înrudite cu limbile limba islandeză și limba feroeză.

## Istorie
Înainte termenul oficial pentru bokmål era riksmål. Numele vechi este folosit încă pentru un standard de scriere neoficial care este mai conservativ decât bokmål și folosit de o parte mică a populației. Bokmål s-a dezvoltat treptat din daneză, după 1814 când Norvegia a ieșit de sub influența Danemarcei și a câștigat independența internă unită cu Suedia. În perioada 1550–1814, norvegiana era interzisă ca limbă scrisă, iar daneza era singura limbă acceptată/oficială și în serviciul religios. Ca urmare, majoritatea oamenilor educați vorbeau o daneză cu accente norvegiene, iar oamenii obișnuiți de la țară vorbeau o limbă mult diferită. De aici a provenit numele de bokmål, toate cărțile fiind scrise în daneză, iar bokmål s-a format pe baza cărților.

## Apartenență și clasificare
Nici bokmål nici nynorsk nu sunt considerate limbi în sine; ele sunt privite mai degrabă ca și standarde de scriere ale aceleiași limbi – norvegiene. Unele persoane le numesc/consideră însă ca fiind limbi separate, aceasta mai degrabă pentru genealogia lingvistică: prima variantă de scriere standard este considerată o limbă germanică est-nordică (precum daneza și suedeza), pe când ultima este o limbă germanică vest-nordică (la fel ca feroeza și islandeza). Puține persoane vorbesc vreuna din acestea două, dar unele dialecte existente sunt mai apropiate de bokmål decât nynorsk și vice versa. În cazul dialectelor care sunt la fel de asemănătoare cu ambele standarde de scriere sau la fel de diferite, decizia asupra ortografiei utilizate poate fi luată de municipalități sau de către părinți în clasele primare sau de către elevi și studenți în licee, colegii și universități. 

## Gramatică
Ca și alte câteva limbi scandinave, bokmål este una din puținele limbi indoeuropene care nu conjugă verbele în funcție de persoană și număr.
Substantivele pot avea trei genuri gramaticale: masculin, feminin și neutru. 
Ca și la alte limbi scandinave (sau nord germanice), articolul hotărât este adăugat ca sufix la substantiv, precum în următoarele două exemple:
| Gen          | Articol hotărât | Articol nehotărât (fara adjectiv) | Articol hotărât (cu adjectiv) |
| ------------ | --------------- | --------------------------------- | ----------------------------- |
| bil (mașină) | bilen           | en bil                            | den store bilen               |
| hus (casă)   | huset           | et hus                            | det store huset               |

### Bokmål și nynorsk
Iată un exemplu care subliniază diferența dintre Bokmål și Nynorsk:
- Bokmål: Jeg kommer fra Norge. (în daneză: Jeg kommer fra Norge)
- Nynorsk: Eg kjem frå Noreg.
- Română: Sunt (vin) din Norvegia.

- Bokmål: Hva heter du? (daneză: Hvad hedder du?, dar d din hvad de-abia se aude, fiind un d mut în limba daneză, pronunțat mai degrabă ca un l gutural)
- Nynorsk: Kva heiter du?
- Română: Cum te numești? respectiv/sau Cine ești?